# XIIIe gouvernement constitutionnel portugais
 (avril 2025).
Si vous disposez d'ouvrages ou d'articles de référence ou si vous connaissez des sites web de qualité traitant du thème abordé ici, merci de compléter l'article en donnant les références utiles à sa vérifiabilité et en les liant à la section « Notes et références ».
République portugaise
XIIe constitutionnel XIVe constitutionnel
Le XIIIe gouvernement constitutionnel portugais (XIII Governo Constitucional de Portugal) est le gouvernement de la République portugaise entre le 28 octobre 1995 et le 25 octobre 1999, durant la huitième législature de l'Assemblée de la République.

## Coalition et historique
Dirigé par le nouveau Premier ministre socialiste António Guterres, il est formé uniquement du Parti socialiste (PS), qui dispose de 112 députés sur 230 à l'Assemblée de la République, soit 48,7 % des sièges.
Il a été nommé à la suite des élections législatives du 1er octobre 1995 et succède au XIIe gouvernement constitutionnel, dirigé par Aníbal Cavaco Silva et constitué du seul Parti social-démocrate (PPD/PSD).
À la suite des élections législatives du 10 octobre 1999, le PS a remporté l'exacte moitié des sièges à l'Assemblée et formé le XIVe gouvernement constitutionnel, toujours sous l'autorité de Guterres. C'est alors la première fois qu'un gouvernement minoritaire accomplit un mandat complet de quatre ans.

## Composition[1]

### Initiale (28 octobre 1995)
| Portefeuille | Titulaire | Titulaire                                                                               | Parti |
| --- | --------- | --------------------------------------------------------------------------------------- | ----- |
| Premier ministre |           | António Guterres                                                                        | PS    |
| Ministre de la Présidence Ministre de la Défense nationale |           | António Vitorino                                                                        | PS    |
| Ministre des Affaires étrangères |           | Jaime Gama                                                                              | PS    |
| Ministre des Finances |           | António Sousa Franco                                                                    | Sans  |
| Ministre de l'Intérieur |           | Alberto Costa                                                                           | PS    |
| Ministre de la Planification et de l'Administration du territoire Ministre de l'Équipement, de la Planification et de l'Administration du territoire (16/01/1996) |           | João Cravinho                                                                           | PS    |
| Ministre de la Justice |           | José Vera Jardim                                                                        | PS    |
| Ministre de l'Économie |           | Daniel Bessa (jusqu'au 28/03/1996) Augusto Mateus                                       | Sans  |
| Ministre de l'Agriculture, du Développement rural et de la Pêche                                                                                                  |           | Fernando Gomes da Silva                                                                 | Sans  |
| Ministre de l'Éducation |           | Marçal Grilo                                                                            | PS    |
| Ministre de l'Équipement social (dissous le 16/01/1996) |           | Henrique Constantino (mort le 27/12/1995) Francisco Murteira Nabo (jusqu'au 16/01/1996) | PS    |
| Ministre de la Santé |           | Maria de Belém Roseira                                                                  | PS    |
| Ministre pour la Qualification et l'Emploi |           | Maria João Rodrigues                                                                    | PS    |
| Ministre de la Solidarité et de la Sécurité sociale |           | Eduardo Ferro Rodrigues                                                                 | PS    |
| Ministre de l'Environnement |           | Elisa Ferreira                                                                          | PS    |
| Ministre de la Culture |           | Manuel Maria Carrilho                                                                   | PS    |
| Ministre de la Science et de la Technologie |           | Mariano Gago                                                                            | Sans  |
| Ministre adjoint |           | Jorge Coelho                                                                            | PS    |

### Remaniement du 26 novembre 1997
- Les nouveaux ministres sont indiqués en gras, ceux ayant changé d'attributions en italique.

| Portefeuille                                                                       | Titulaire | Titulaire                                         | Parti |
| ---------------------------------------------------------------------------------- | --------- | ------------------------------------------------- | ----- |
| Premier ministre                                                                   |           | António Guterres                                  | PS    |
| Ministre des Affaires étrangères                                                   |           | Jaime Gama                                        | PS    |
| Ministre de la Défense nationale                                                   |           | José Veiga Simão (jusqu'au 29/05/1999) Jaime Gama | PS    |
| Ministre des Finances                                                              |           | António Sousa Franco                              | Sans  |
| Ministre de l'Intérieur Ministre adjoint                                           |           | Jorge Coelho                                      | PS    |
| Ministre de l'Équipement, de la Planification et de l'Administration du territoire |           | João Cravinho                                     | PS    |
| Ministre de la Justice                                                             |           | José Vera Jardim                                  | PS    |
| Ministre de l'Économie                                                             |           | Joaquim Pina Moura                                | Sans  |
| Ministre de l'Agriculture, du Développement rural et de la Pêche                   |           | Fernando Gomes da Silva (jusqu'au 04/10/1998)     | Sans  |
| Ministre de l'Agriculture, du Développement rural et de la Pêche                   |           | Luís Capoulas Santos                              | PS    |
| Ministre de l'Éducation                                                            |           | Marçal Grilo                                      | PS    |
| Ministre de la Santé                                                               |           | Maria de Belém Roseira                            | PS    |
| Ministre du Travail et de la Solidarité                                            |           | Eduardo Ferro Rodrigues                           | PS    |
| Ministre de l'Environnement                                                        |           | Elisa Ferreira                                    | PS    |
| Ministre de la Culture                                                             |           | Manuel Maria Carrilho                             | PS    |
| Ministre de la Science et de la Technologie                                        |           | Mariano Gago                                      | Sans  |
| Ministre des Affaires parlementaires                                               |           | António Costa                                     | PS    |
| Ministre adjoint du Premier ministre                                               |           | José Sócrates                                     | PS    |